# Deleni (okręg Konstanca)
Deleni – wieś w Rumunii, w okręgu Konstanca, w gminie Deleni. W 2011 roku liczyła 414 mieszkańców.